# Casimcea
Casimcea é uma comuna romena localizada no distrito de Tulcea, na região de Dobruja. A comuna possui uma área de 204.47 km² e sua população era de 3063 habitantes segundo o censo de 2007.